# De que me sirve
«De que me sirve» es una canción de la cantante mexicana Julieta Venegas de su cuarto álbum de estudio Limón y sal. Siendo el quinto sencillo en Europa y publicado en 2007. Es una canción de género tango y pop.

## Canción
Escrita por Julieta Venegas y Coti Sorokin, producida por el argentino Cachorro López, esta canción salió como sencillo solo para países de Europa como España, Italia y Suiza, no contó con vídeo como «Primer Día» que al igual fue solo promocionada en el Viejo Continente.
- Datos: Q5800825